# 24 cm SK L/30 "Theodor Otto"
Il 24 cm Schnelladekanone L/30 "Theodor Otto", abbreviato in 28 cm SK "Theodor Otto", era un cannone ferroviario tedesco della prima guerra mondiale. Furono realizzati 4 pezzi, impiegati nel 1918 sul su quello occidentale.

## Storia
La bocca da fuoco era in origine un cannone navale e costituiva l'armamento principale del SMS Oldenburg, posto in disarmo nel 1912 e convertito a nave bersaglio. Il principale adattamento per l'uso terrestre fu l'introduzione di un grosso contrappeso appena dietro agli orecchioni per bilanciare il peso della bocca da fuoco; questa soluzione, pesante ma semplice, evitò l'adozione di equilibratori. I cannoni così modificati vennero installati nel 1918 su impianti Eisenbahn und Bettungsschiessgerüst (E. u. B., piattaforma ferroviaria e di tiro), progettati per il 24 cm SK L/40 "Theodor Karl"; rispetto a quest'ultimo, il "Theodor Otto" richiedeva un contrappeso più grande per compensare il peso maggiore della sua vecchio cannone.
La E.u.B. poteva sparare da qualsiasi adeguato tratto di ferrovia, sulla quale venivano imbullonati dei cunei ricurvi per l'assorbimento delle energie residue non assorbite dal freno di sparo idraulico della culla, oppure poteva essere messa in batteria su una piattaforma di tiro. La struttura a trave, che sosteneva l'affusto, poggiava su due carrelli ferroviari a 4 assi; inoltre per l'installazione su piattaforma di tiro, sotto alla parte anteriore della trave era installato una piastra circolare, mentre due grossi rulli erano posizionati ai lati della parte posteriore. La piazzola di tiro (Bettungslafette) metallica era dotata di perno centrale ed una guida esterna. Trasportata da sette carri ferroviari, veniva assemblata in 3-5 giorni con l'aiuto di una gru, comprese le rotaie ferroviarie disposte leggermente oltre la piattaforma per ospitare il carrello anteriore del pezzo. Il pezzo veniva poi spostato sulla piattaforma ed abbassato su di essa, previa rimozione del tratto centrale di rotaia; dopo aver imbullonato la piastra circolare con il perno rotante della piattaforma, venivano rimossi i carrelli ferroviari e le sezioni di rotaia rimaste, poggiando anche la parte posteriore della struttura a trave sulla piattaforma tramite i due rulli, che scorrevano sulla guida esterna consentendo il brandeggio. L'affusto della E.u.B. inoltre poteva brandeggiare sulla struttura a trave di 2°15' per gli aggiustamenti del tiro. Furono realizzate anche piazzole di tiro in cemento armato, con 360° di brandeggio.
Si conosce poco dell'impiego operativo di queste armi. Gli americani ne catturarono una nel novembre 1918. Sconosciuto anche il loro destino dopo l'armistizio di Compiègne.

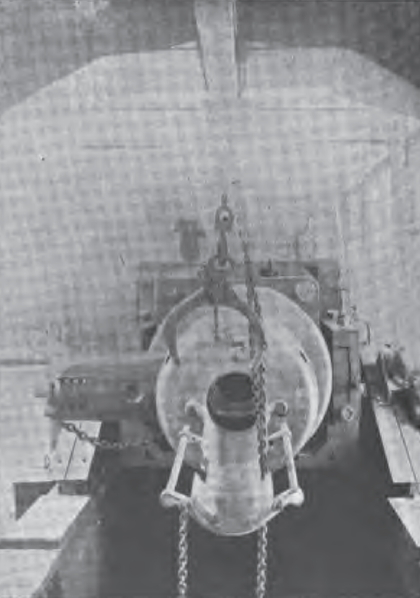
Otturatore, culla, cucchiaia di caricamento e pinza con paranco di sollevamento dei colpi di un "Theodor Otto".

## Munizionamento
Il munizionamento veniva movimentato tramite una pinza collegata ad un paranco, scorrevole su una rotaia aerea estensibile che univa il pianale del carro munizioni alla culatta del cannone. Per eseguire il caricamento il cannone doveva essere portato ogni volta ad alzo 0°. Il "Theodor Karl" disponeva di due differenti tipi di munizioni, una perforante ed una ad alto esplosivo, entrambe del peso di 151 kg. La munizione era del tipo navale tedesco, con carica di lancio separata dal proietto, costituita da una carica principale in bossolo di ottone ed una aggiuntiva in sacchetto di seta.